# De Triunfo en Triunfo

De Triunfo en Triunfo es el quinto álbum del dúo Triple Seven.
Este álbum manejó el sencillo «Piénsalo Dos Veces», un tema social para abordar el suicidio, una remezcla de «No Me Digas Adiós» junto a Samuel Hernández, y la «Combinación Perfecta», la única canción que ha logrado reunir a los exponentes más relevantes de la música urbana cristiana como Funky, Manny Montes, Alex Zurdo, Maso, Redimi2, Quest y Dr. P en un solo tema.

## Lista de canciones
| N.º | Título                                                                                     | Duración |  |
| 1.  | «Intro (De Triunfo en Triunfo)»                                                            | 3:58     |  |
| 2.  | «Vivir Para Ti»                                                                            | 3:24     |  |
| 3.  | «Combinación Perfecta» (con Funky, Manny Montes, Alex Zurdo, Maso, Redimi2, Quest y Dr. P) | 8:22     |  |
| 4.  | «Gozo Maravilloso»                                                                         | 2:45     |  |
| 5.  | «No Me Digas Adiós» (con Samuel Hernández)                                                 | 4:30     |  |
| 6.  | «Fenomenal»                                                                                | 3:02     |  |
| 7.  | «Quien Como Tú» (con Alex Zurdo)                                                           | 3:46     |  |
| 8.  | «Espectadores»                                                                             | 4:06     |  |
| 9.  | «Piénsalo Dos Veces»                                                                       | 3:18     |  |
| 10. | «Los Lobos» (con Jey)                                                                      | 3:26     |  |
| 11. | «Cuidao Con Ella»                                                                          | 2:56     |  |
| 12. | «Vivir Para Ti (Salsa)»                                                                    | 3:33     |  |
| 13. | «La Carrera»                                                                               | 3:34     |  |